# Без права на провал
«Без права на провал» — советский художественный фильм режиссёра Евгении Жигуленко. Военные приключения по мотивам рассказов Георгия Северского.

## Сюжет
Разведчик Лозовой, подпольщик Колесов и совсем юный партизанский связной Василёк получили задание достать точные данные о дислокации сверхмощного артиллерийского орудия, обстреливающего Севастополь, и передать координаты на катер, который подойдёт к Голубой бухте…

## В ролях
| Актёр                | Роль                                             |
| -------------------- | ------------------------------------------------ |
| Саша Лебедев         | «Василёк», пятнадцатилетний партизанский связной |
| Андрей Мартынов      | лейтенант Николай Васильевич Лозовой             |
| Станислав Садальский | Пётр Колесов, бродячий артист                    |
| Николай Гринько      | Иван Иванович, пожилой партизан                  |
| Евгения Жигуленко    | Дарья                                            |
| Улдис Лиелдиджс      | немецкий офицер-строитель                        |
| Арнис Лицитис        | немецкий солдат на дорожном пропускном пункте    |
| Виктор Шульгин       | командир партизанского отряда                    |
| Валентина Клягина    | медсестра                                        |
| Борис Черкасов       | радист Андрей                                    |
| Александр Вдовин     | Самарин                                          |

## Съёмочная группа
- Авторы сценария: Эдуард Володарский, Георгий Северский
- Режиссёр: Евгения Жигуленко
- Оператор: Александр Мачильский
- Композитор: Евгений Геворгян
- Художник: Сергей Бочаров